# Station Nagahara (Osaka)
Station Nagahara (長原駅,  Nagahara-eki) is een metrostation in de wijk Hirano-ku in Osaka, Japan. Het wordt aangedaan door de Tanimachi-lijn. Het dient niet verward te worden met het gelijknamige station in Tokio.

## Treindienst

### Tanimachi-lijn(stationsnummer T35)
| 1 | ■ Tanimachi-lijn | richting Yao-Minami                                     |
| 2 | ■ Tanimachi-lijn | richting Tennōji, Higashi-Umeda, Miyakojima en Dainichi |

## Geschiedenis
Het station werd in 1980 geopend.

## Stationsomgeving
- McDonald's
- Gusto (restaurant)
- Gourmet City (supermarkt)
- Lawson

Dainichi · Moriguchi · Taishibashi-Imaichi · Sembayashi-Omiya · Sekime-Takadono · Noe-Uchindai · Miyakojima · Tenjimbashisuji Rokuchōme · Nakazakicho · Higashi-Umeda · Minami-Morimachi · Temmabashi · Tanimachi Yonchōme · Tanimachi Rokuchōme · Tanimachi Kyūchōme · Shitennōji-mae Yūhigaoka · Tennōji · Abeno · Fuminosato · Tanabe · Komagawa-Nakano · Hirano · Kire-Uriwari · Deto · Nagahara · Yao-Minami